# Eduard Macku
Eduard Macku (* 30. Juni 1901 in Linz; † 11. April 1999 in Wien) war ein österreichischer Komponist, Dirigent und Intendant.

## Leben und Wirken
Bereits 1916 gründete er als Mittelschüler am Staatsgymnasium Linz ein Studentenorchester. 1920 legte er eine Musikprüfung ab, 1921 die Artistenprüfung für Alleinunterhalter. 1923 gründete er einen Kinderchor und betätigte sich auch als Chormeister von Gesangsvereinen. Nach dem Besuch der Musikschule und des Konservatoriums in Linz nahm er Privatunterricht, arbeitete aber bis 1934 als Angestellter der Oberösterreichischen Gebietskrankenkasse in Linz. In den nächsten Jahren war er als Kapellmeister und Gesangslehrer am Landestheater Linz und am Theater Kolosseum in Linz tätig. 1924 legte er die Kapellmeisterprüfung ab, nahm danach Gesangsunterricht und sammelte am Landestheater Bühnenerfahrung (Auftritte im Waffenschmied und in Operetten, Engagement als Buffo im Kolosseum). 1936 übersiedelte Macku nach Wien; ab 1944 leitete er im Wiener Konzerthaus Unterhaltungsveranstaltungen.
1945 gründete er das Wiener Konzert- und Unterhaltungsorchester, das 1974 ehrenhalber in Franz Lehár-Orchester umbenannt werden durfte, mit dem er nicht nur beliebte Sonntagskonzerte abhielt, sondern auch Tourneen in Europa (Deutschland, Frankreich, Italien, Skandinavien) sowie nach Israel und Nordamerika (Vereinigte Staaten von Amerika, Kanada) arrangierte.
Macku ist der Gründervater der Operetten-Festwochen von Bad Ischl und war von 1961 bis 1995 deren Leiter und Intendant. In seinem Spezialfach, der Operette, sah Macku keine nostalgische Marotte, sondern unterhaltende Musik, die er aus dem Zeitgeist verstanden wissen wollte.
Als Komponist schuf er rund 60 Werke.
Eduard Macku war ab 1956 Mitglied der Freimaurerloge Lessing Zu den 3 Ringen.
Sein Grab befindet sich am Friedhof Rodaun (Gruppe A, Nummer 314A) begraben. 
In Bad Ischl ist der Prof.-Eduard-Macku-Platz nach ihm benannt.

## Auszeichnungen
- Professor (1964)

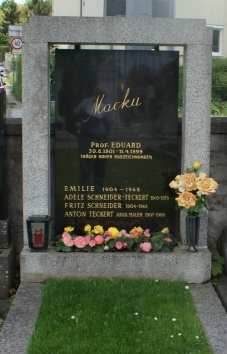
Grabstätte von Eduard Macku

- Goldenes Ehrenzeichen des Landes Wien (1972)
- Ehrenmedaille in Silber (1972)
- Großes Silbernes Ehrenzeichen Land Oberösterreich
- Ehrenkreuz für Wissenschaft und Kunst I. Klasse (1986)
- Ehrenring der Stadt Bad Ischl
- Ehrennadel der Operettengemeinden „Wien und Ischl“